# Durchholz
Durchholz ist ein Ortsteil im Wittener Stadtteil Herbede. Er hatte am 31. Dezember 2018 insgesamt 1410 Einwohner.

## Geschichte

### Anfänge
Die Geschichte von Durchholz beginnt im 16. Jahrhundert. Durchholz ist weder um einen einzelnen Hof herum entstanden noch aus einem Siedlungskern hervorgegangen wie viele andere Orte der Region. Vielmehr gaben die Lehnsherren der Region, die Herren von Herbede und die Herren von Elverfeldt, das Gebiet zur Besiedlung frei. Sie erlaubten Bauern und Köttern die Ansiedlung, dafür erhielten sie eine Pachtgebühr. 1584 wurde ein so genannter Markenvertrag zwischen den „Dorholtzers“ (oder auch „Marckenkötters“) und den Gerichtsherren von Herbede unterzeichnet.

### Amt Blankenstein
Durchholz gehörte ab 1817 zum Amt Blankenstein im Kreis Bochum.

### Amt Herbede
Mit der Gründung des Amtes Heven-Herbede 1886 wurde das ländlich geprägte Durchholz Teil dieses Amtes. Obwohl die Region um Herbede als Wiege des Ruhrbergbaus gilt, hat es in Durchholz keine größeren Zechenansiedlungen gegeben, wohl aber eine ganze Reihe von Kleinzechen. Durchholz blieb, trotz der partiellen Kohleförderung, ländlich, bäuerlich geprägt. Immerhin hatte Durchholz 1898 1021 Einwohner.

### Stadt Herbede
Am 1. April 1926 wurde aus dem Amt Herbede die Großgemeinde Herbede, zu der auch Durchholz gehörte. Nach der Gemeindereform von 1929 wurde die Großgemeinde Teil des neu gegründeten Ennepe-Ruhr-Kreises. Zur 1100-Jahr-Feier im Jahre 1951 erhielt Herbede die Stadtrechte, woraufhin Durchholz den Status eines Herbeder Stadtteils erteilt bekam.

### Stadt Witten
Mit der Kommunalreform, die am 1. Januar 1975 in Kraft trat, verlor Herbede seine Selbstständigkeit und wurde in die Stadt Witten eingemeindet. Durchholz, bis 1974 Stadtteil von Herbede, ist heute ein so genannter „Statistischer Bezirk“ von Herbede. In der öffentlichen Wahrnehmung wird Durchholz als Stadtteil wahrgenommen.

## Verkehr
Durchholz liegt an der Bundesautobahn 43. Die Anbindung erfolgt über die Abfahrt Nr. 22 Spockhövel.